# El Alto (departement)
El Alto is een departement in de Argentijnse provincie Catamarca. Het departement (Spaans:  departamento) heeft een oppervlakte van 2.327 km² en telt 3.400 inwoners.

## Plaatsen in departement El Alto
| - Achalco - Albigasta - Ayapaso - Bajo Hondo - Calera del Sauce - Cana Cruz - Chañar Laguna - Choya Viejo - Collagasta - Colonia de Achalco - Corpus Yaco - Corralito - El Alto - El Chuapi - El Durazno - El Hornito - El Lindero - El Molino - El Pantanillo | - El Puestito - El Rosario - Estancia de Jerez - Francisco Lorenzo - Guanaschi - Guayamba - Huaico Honco - Ichipuca - Iloga - Inacillo - Infanzón - La Bebida - La Calera - La Chilca - La Costa - La Higuera - La Huerta - La Quebrada - La Quebrada Honda | - La Tuna - Las Cananas - Las Cuestecillas - Las Encrucijadas - Las Juntas - Las Piedritas - Los Álamos - Los Algarrobos - Los Corrales - Los Mertecos - Los Pozos - Los Sauces - Los Tarquitos - Ojo de Agua - Oyola - Pozo Grande - Puerta de Molle Yaco - Puesto de Názar - Puesto Ponce | - Río Los Morteros - Rodeo Chiquito - San Francisco - San Jerónimo - San Martín - Sauce Huacho - Simogasta - Tabigasta - Taco Yaco - Talasi - Tapso - Tintigasta - Vilismán - Villa El Alto - Villa Isabel - Villapa de Arriba - Yaco Yaci |